# Сверхдлинные волны
Сверхдлинные волны — радиоволны с длиной волны свыше 10 км. Они легко огибают Землю, слабо поглощаются земной поверхностью, проникают вглубь морской воды, хорошо отражаются от ионосферы.

## Классификация
| Диапазон частот                  | Частота, Гц | Диапазон радиоволн | Длина волны, км | Применение                                                                                  |
| -------------------------------- | ----------- | ------------------ | --------------- | ------------------------------------------------------------------------------------------- |
| Очень низкие частоты (ОНЧ, VLF)  | 3000—30 000 | Мириаметровые      | 10—100          | связь с подводными лодками, грозопеленгация, дальняя радионавигация, служба точного времени |
| Инфранизкие частоты (ИНЧ, ULF)   | 300—3000    | Гектокилометровые  | 100—1000        | связь с подводными лодками, исследования атмосферы                                          |
| Сверхнизкие частоты (СНЧ, SLF)   | 30—300      | Мегаметровые       | 1000—10 000     | связь с подводными лодками, геофизические исследования                                      |
| Крайне низкие частоты (КНЧ, ELF) | 3—30        | Декамегаметровые   | 10 000—100 000  | связь с подводными лодками, геофизические исследования                                      |

## Применение и хозяйственная роль
Сверхдлинные радиоволны пока имеют ограниченное применение, прежде всего из-за сложностей с сооружением огромных антенн, пригодных для работы с СДВ.

### Дальняя радионавигация

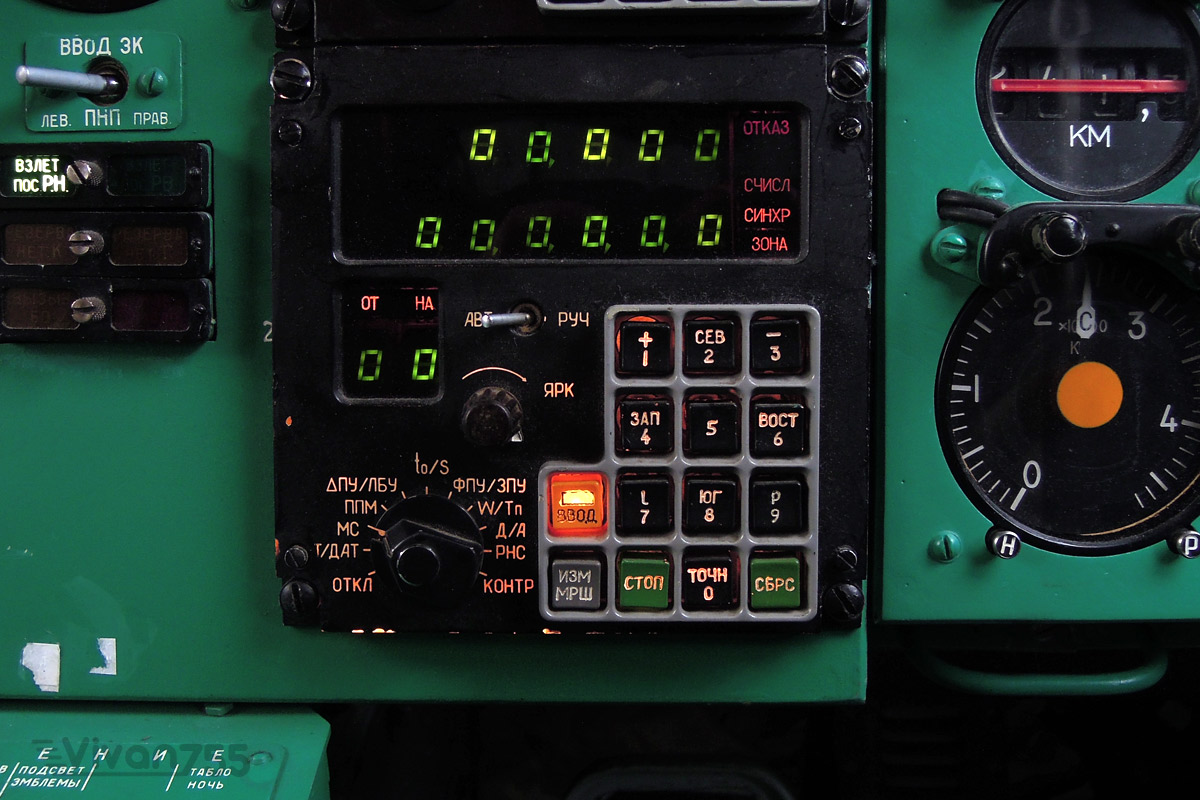
Панель приёмника А-723 РСДН-20, стоящего на Ту-154Б-2

Для радионавигации воздушных и морских судов, в том числе подводных, находящихся в отдалённых районах, где нет приёма сигналов радиомаяков ближней навигации (приводных радиостанций, VOR и других), в СССР и США созданы радиосистемы дальней навигации (РСДН) — РСДН-20 «Альфа» и CMA-740 «Omega». Обе системы работают на сверхдлинных волнах (частотой 11—15 кГц), излучаемых несколькими передатчиками, стоящими на больших (тысячи километров) расстояниях друг от друга. Приёмник определяет местоположение по разности фаз принятых сигналов — на больших расстояниях проявляется задержка сигнала, несмотря на его скорость ~0,3 млн км/с (скорость света).

### Связь с подводными лодками

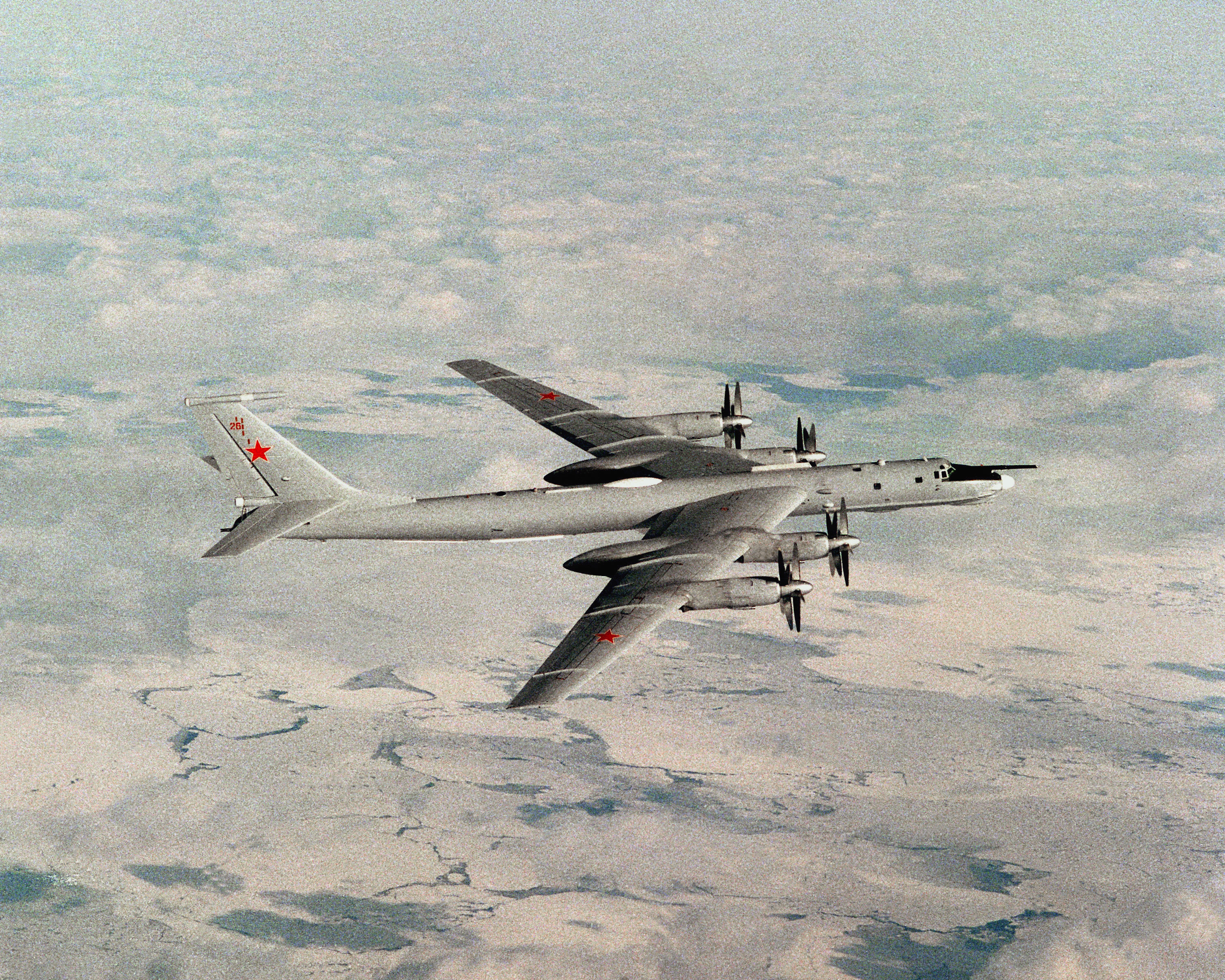
Самолёт СДВ-связи Ту-142МР в полёте

Способность сверхдлинных волн проникать в толщу морской воды находит своё применение при организации дальней связи с подводными лодками. В СССР для этих целей на базе противолодочного самолёта Ту-142МК даже был создан специальный самолёт Ту-142МР «Орёл», оборудованный СДВ-радиостанцией Р-826ПЛ «Фрегат» с выпускной тросовой антенной длиной 8,6 км.

До спутниковых систем связи дальняя радиосвязь с погружёнными подводными лодками осуществляется главным образом в сверхдлинноволновом диапазоне и в звене «берег — подводная лодка». Сверхдлинные радиоволны имеют два решающих преимущества — они, во-первых, способны проникать вглубь морской воды и, во-вторых, могут распространяться на очень большие расстояния, не будучи при этом чувствительными к ионосферным возмущениям, вызваны ли последние солнечной активностью или ядерным взрывом.— Владимир Мейлицев. Флот адмирала Риковера. Журнал «Спецназ России» (март 2005). Дата обращения: 28 ноября 2012.

### Геофизические исследования
Сверхдлинные волны способны обогнуть земной шар, что ценно для исследования состояния разных слоёв атмосферы. Их способность частично проникать в морскую воду и в грунт позволяет использовать их для зондирования.